# Második Balkán-háború
A második Balkán-háborút az első Balkán-háborút lezáró londoni egyezmény területi rendezésével elégedetlen Görögország, Szerbia, Oszmán Birodalom és Románia vívta Bulgária ellen. Az 1913. június 29-étől augusztus 10-éig (a julián naptár szerint június 16-ától július 28-áig) tartó háború bolgár vereséggel zárult.

## Előzményei
Az 1912. október 8-ától 1913. május 30-áig vívott első Balkán-háborúban a Balkán-szövetség országai (Bulgária, Szerbia, Montenegró és Görögország) kiszorították az Oszmán Birodalmat európai birtokainak nagy részéről. A szövetségesek négy fronton támadtak, aminek eredményeként Montenegró és Szerbia elfoglalta Észak-Albániát, Szerbia a Szandzsákot, Koszovót és Észak-Makedóniát, Bulgária Kelet-Makedóniát és Trákiát, Görögország pedig Dél-Albániát és Dél-Makedóniát (Thesszáliát). Az Oszmán Birodalom Konstantinápoly előteréig, a Çatalca-vonalig szorult vissza, miközben kisebb csapatai még tartották magukat Makedóniában.
A háborút lezáró, 1913. május 30-án aláírt londoni egyezmény úgy rendelkezett, hogy Szerbia, Montenegró és Görögország köteles csapatait kivonni az időközben függetlenné vált Albánia területéről, a Szandzsákot felosztják Szerbia és Montenegró között, Trákiának a Kıyıköy–Enez vonaltól északra eső területei Bulgáriát illetik meg, Makedónia belső részét Bulgária és Szerbia kapja meg, a partvidéki Thesszáliát pedig Görögországhoz csatolják.

## A háború kirobbanása

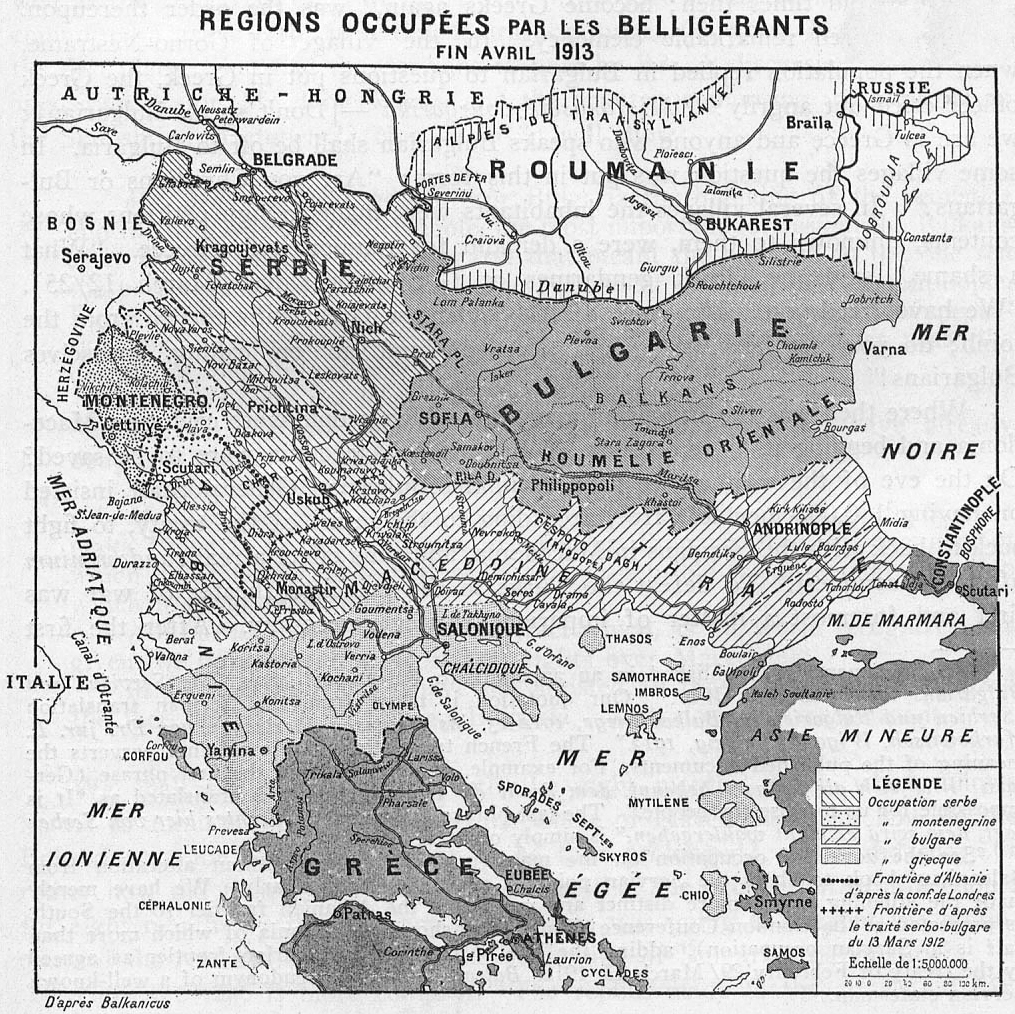
Területi változások az első Balkán-háború végén

A londoni egyezmény rendelkezéseivel voltaképpen minden győztes elégedetlen volt. Úgy érezték, területük gyarapodása méltatlanul elmaradt követeléseiktől. Különösen érzékeny problémának bizonyult Makedónia hovatartozása. A bolgár egység eszméjének jegyében Bulgária igényt tartott egész Makedóniára, beleértve délen Thesszáliát is. Utóbbira azonban Görögország is igényt tartott, Észak-Makedóniára pedig Szerbia, és megszerzett területeik védelmére május 13-án, majd június 1-jén katonai egyezményt írtak alá. Meglehetősen nehezményezték azt is, hogy csapataikat ki kell vonniuk a megszállt albán területekről. Bulgáriának közben váratlan konfliktusa támadt északon is, ahol Románia az első Balkán-háborúban vállalt semlegességéért cserébe magának követelte a Duna menti Szilisztra vidékét.
Noha a háttérben folytak a tárgyalások, június 29-én a bolgár katonai főparancsnok, Mihail Szavov kormányának jóváhagyása nélkül parancsot adott a makedóniai szerb és görög hadállások megtámadására.

## Hadmozdulatok és csaták
Négy bolgár hadosztály a szerbek ellen indult, a görögök és Szaloniki ellen csupán egyetlenegyet vezényeltek. Amint hamarosan bebizonyosodott, a bolgár katonai vezetők alábecsülték a görögök erejét. Július 2-án I. Konstantin görög király irányításával a görögök megállították előrenyomulásukat, s a Nikola Ivanov tábornok vezette 40 ezres bolgár sereg Kilkisz védelmére rendezkedett be. A front a Dojrani-tótól a Volvi-tavon át az Égei-tenger partvidékén fekvő Kavála városáig húzódott. A görögök számbeli fölényük ellenére csak lassan tudtak előrenyomulni. Nigrita és Gevgelija elfoglalása után július 18-án kiverték a bolgárokat Dojranból is, és július 24-én a szerbekkel egyesülve a Sztruma folyó mentén visszaszorították a bolgárokat egészen a Kresna-szorosig. A hadmozdulatban a bolgárok hétezer emberüket veszítették el, hatezer pedig fogságba esett, a győztes görögöknek 8700 katonája esett el.
Északon a Radomir Putnik vezette szerbek július elején Közép-Makedóniában megállították a bolgárokat, majd július 9-én Bregalnicánál visszavonulásra késztették őket. A bolgárok ekkor a szerb haderő megkerülésével a dél-szerbiai Pirot bevételére indultak, így július 18-án a kelet-makedóniai Kalimancinál megállíthatták a megosztott és átcsoportosított szerb erőket. Július 29-én erősítést küldtek a Kresna-szorosban rekedt csapataiknak, és a Sztruma völgyében heves harcokban visszavetették a görögöket. Konstantin tízezres veszteséget szenvedett, aminek hatására utasította kormányát, hogy kössön fegyverszünetet. A harapófogóba került bolgár politikai vezetők ekkor már szintén a tárgyalásos rendezést keresték.

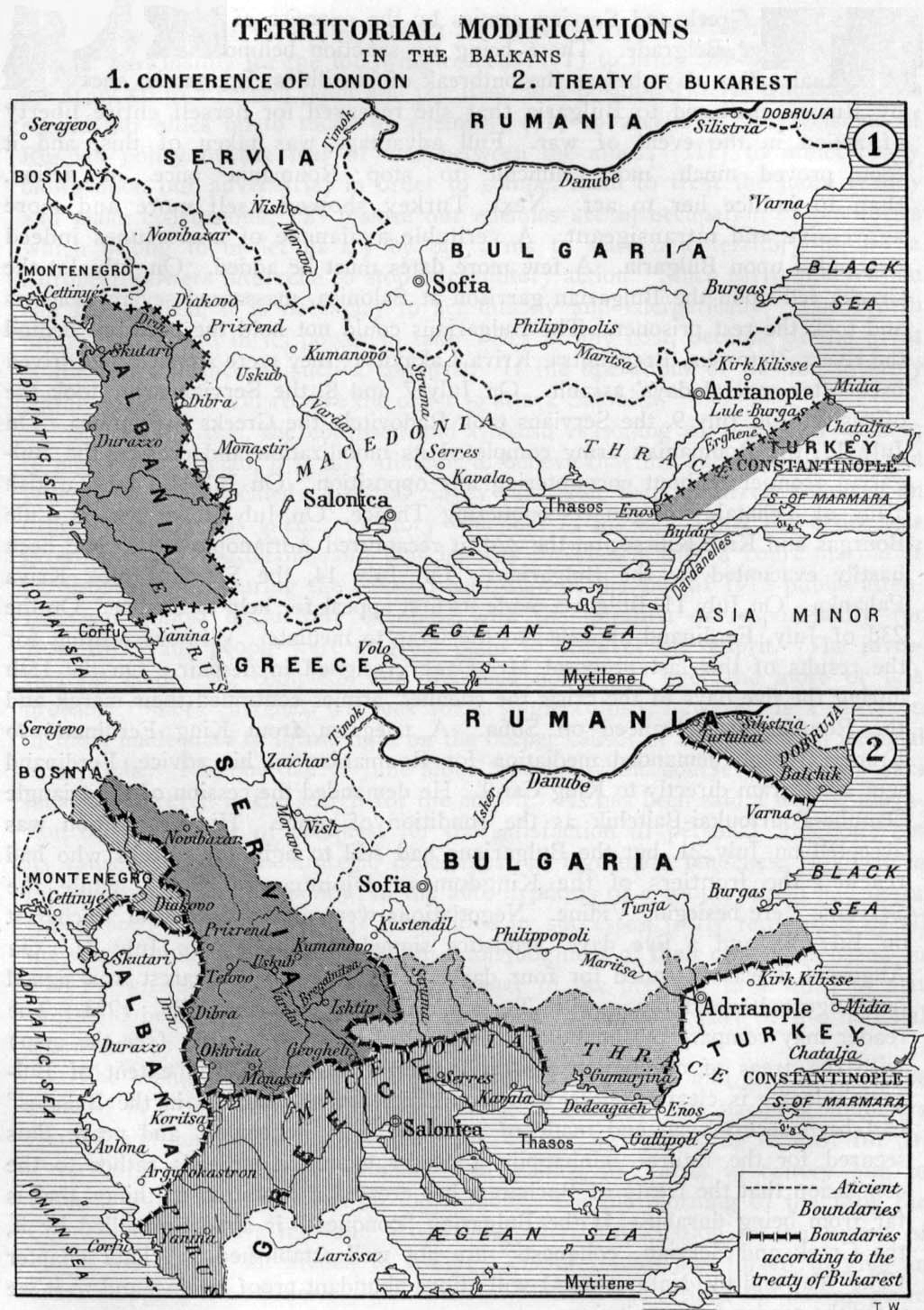
A londoni (1) és a bukaresti (2) egyezmény területi rendelkezései

Ennek fő oka az volt, hogy az Alexandru Averescu vezette 200 ezres román hadsereg július 10-én minden ellenállás nélkül elfoglalta Dél-Dobrudzsát, és Észak-Bulgáriát fenyegette. Délkeleten a törökök lendültek támadásba korábbi, trákiai birtokaik visszaszerzésének reményében. Július 23-án puskalövés nélkül bevették Drinápolyt. (A románok és a törökök egyetlen emberüket sem veszítették el harci cselekményekben, azonban hamarosan mindkét táborban kitört a kolera, és ez megállította előrenyomulásukat.) A bolgár katonai vezetés ekkorra csődöt mondott: a háromszázezres bolgár hadsereg képtelen volt négy fronton helytállni. Július 31-én a szemben álló felek általános fegyverszünetet kötöttek.

## A háborút lezáró bukaresti béke
Bulgária, Szerbia, Görögország, Románia és Montenegró képviselői 1913. augusztus 10-én írták alá a második, és ezzel az egész Balkán-háborút lezáró bukaresti egyezményt. Ennek értelmében Bulgária elveszítette az első Balkán-háborúban megszerzett területek java részét: Makedónia északi része Szerbiáé, déli területe Görögországé lett, Kelet-Trákiát visszakapták a törökök, ráadásképpen Dobrudzsa Romániához került. Egyedül Nyugat-Trákia Dedeagacs (ma Alexandrúpoli) kikötővárosával maradt bolgár fennhatóság alatt. Az egyezmény egyúttal rendezte a független Albánia határait is.
A bukaresti egyezmény előírásait azonban nem sokáig tartották tiszteletben a szemben álló felek. Hamarosan, 1914-ben kitört az első világháború, amely ismét átrajzolta a Balkán-félsziget politikai térképét.

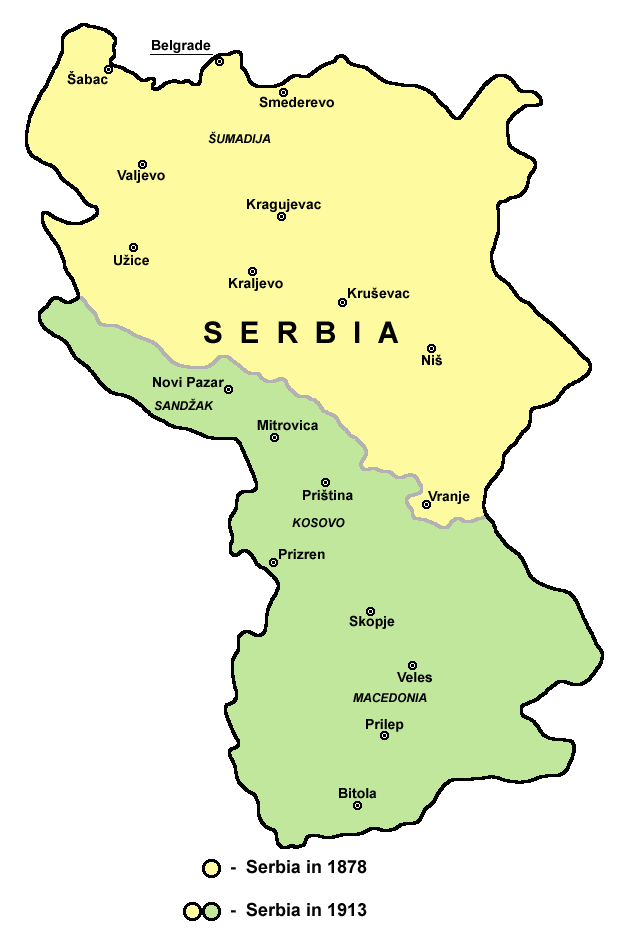
Zöld szín: Szerbia területgyarapodása
Barna szín: Bulgária területveszteségei
Zöld szín: 1913-as görög területszerzés